# 160 Velorum
160 Velorum (u Velorum) é uma estrela na direção da Vela. Possui uma ascensão reta de 09h 49m 57.16s e uma declinação de −45° 43′ 57.9″. Sua magnitude aparente é igual a 5.09. Considerando sua distância de 856 anos-luz em relação à Terra, sua magnitude absoluta é igual a −2.01. Pertence à classe espectral B7III.